# Sex Mob

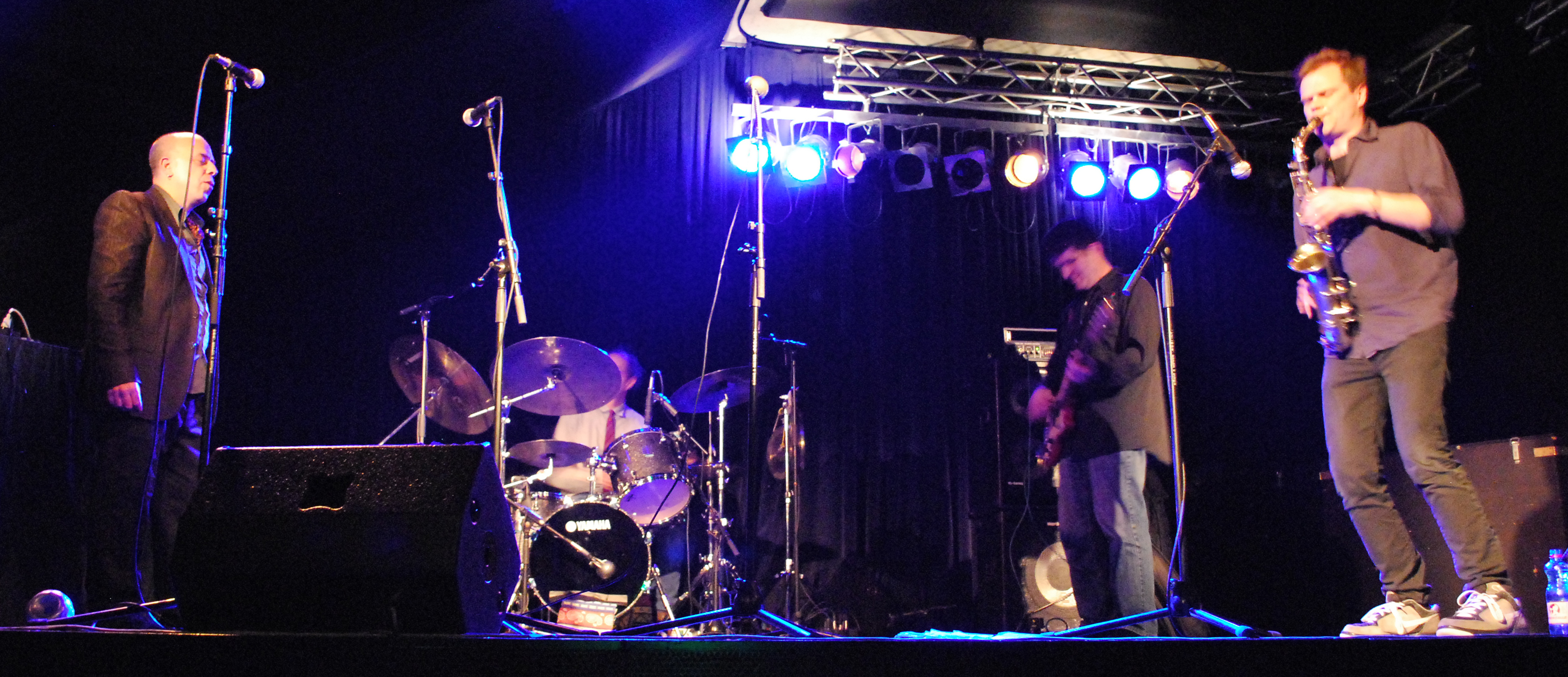
Sex Mob

Sex Mob ist eine 1995 gegründete Jazzformation der New Yorker Musiker Steven Bernstein (Slide trumpet), Briggan Krauss (Altsaxophon), Tony Scherr (E-Bass) und Kenny Wollesen (Schlagzeug).
Sex Mob spielt überwiegend Coverversionen von Popsongs wie beispielsweise von Prince (aber auch der Filmmusik zu den James-Bond-Filmen), die skurril und mit Mitteln des Avantgarde Jazz interpretiert werden. Seit der ersten CD-Veröffentlichung 1998 sind 5 weitere CDs erschienen, wobei Sexotica 2007 für einen Grammy in der Kategorie „Bestes zeitgenössisches Jazzalbum“ nominiert wurde.

## Diskographie
- Circus, Cinema & Spaghetti Sex Mob Plays Fellini: The Music Of Nino Rota (The Royal Potato Family, 2013)
- Sexotica (Thirsty Ear, 2006)
- Dime Grind Palace (Ropeadope, 2003; mit Roswell Rudd)
- Sex Mob Does Bond (Ropeadope, 2001; mit John Medeski)
- Theatre & Dance (no label, 2000)
- Solid Sender (Knitting Factory, 2000; mit DJ Logic)
- Din of Inequity (Knitting Factory, 1998; mit John Medeski u. a.)

## Bilder

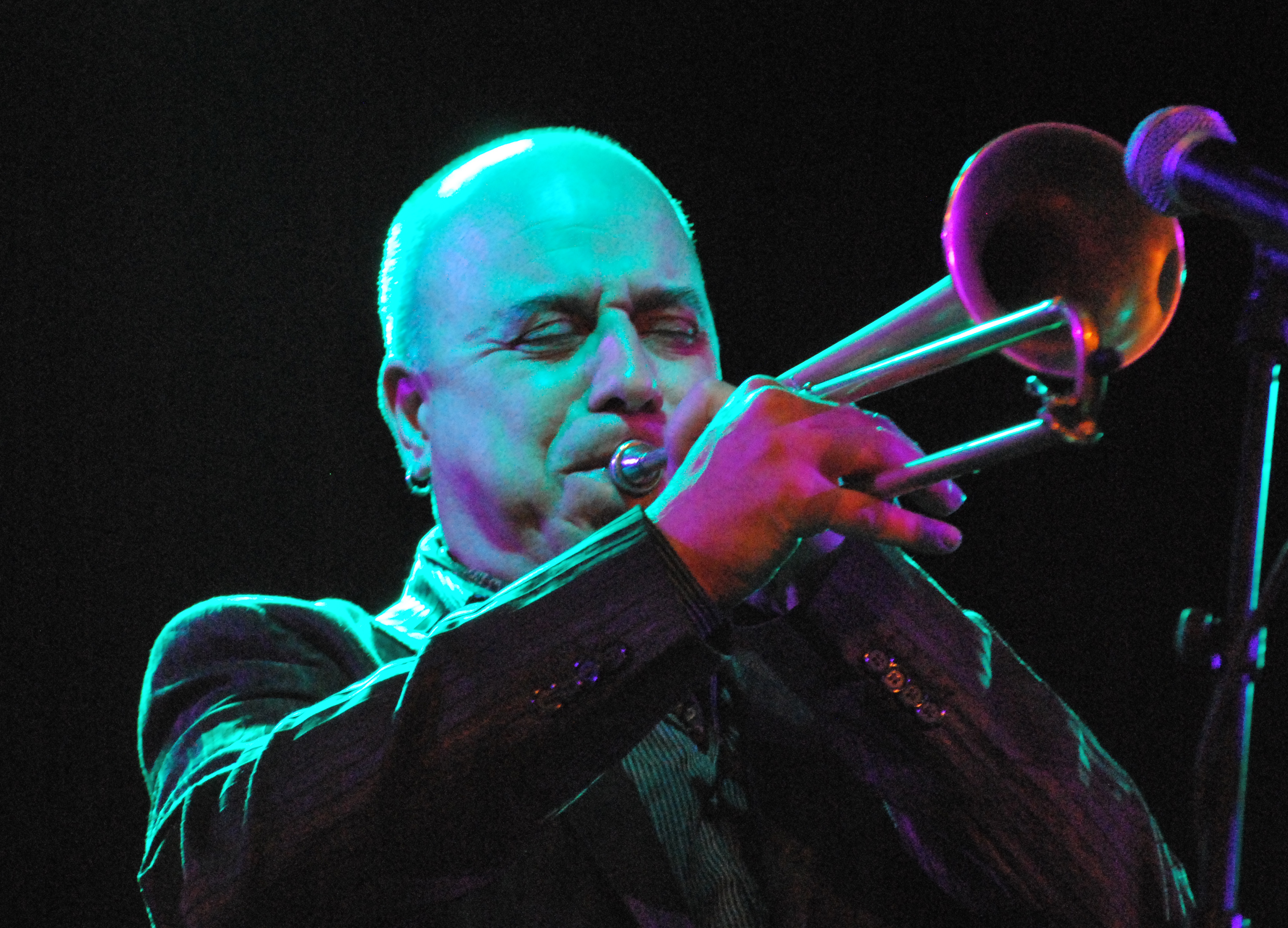
Steven Bernstein
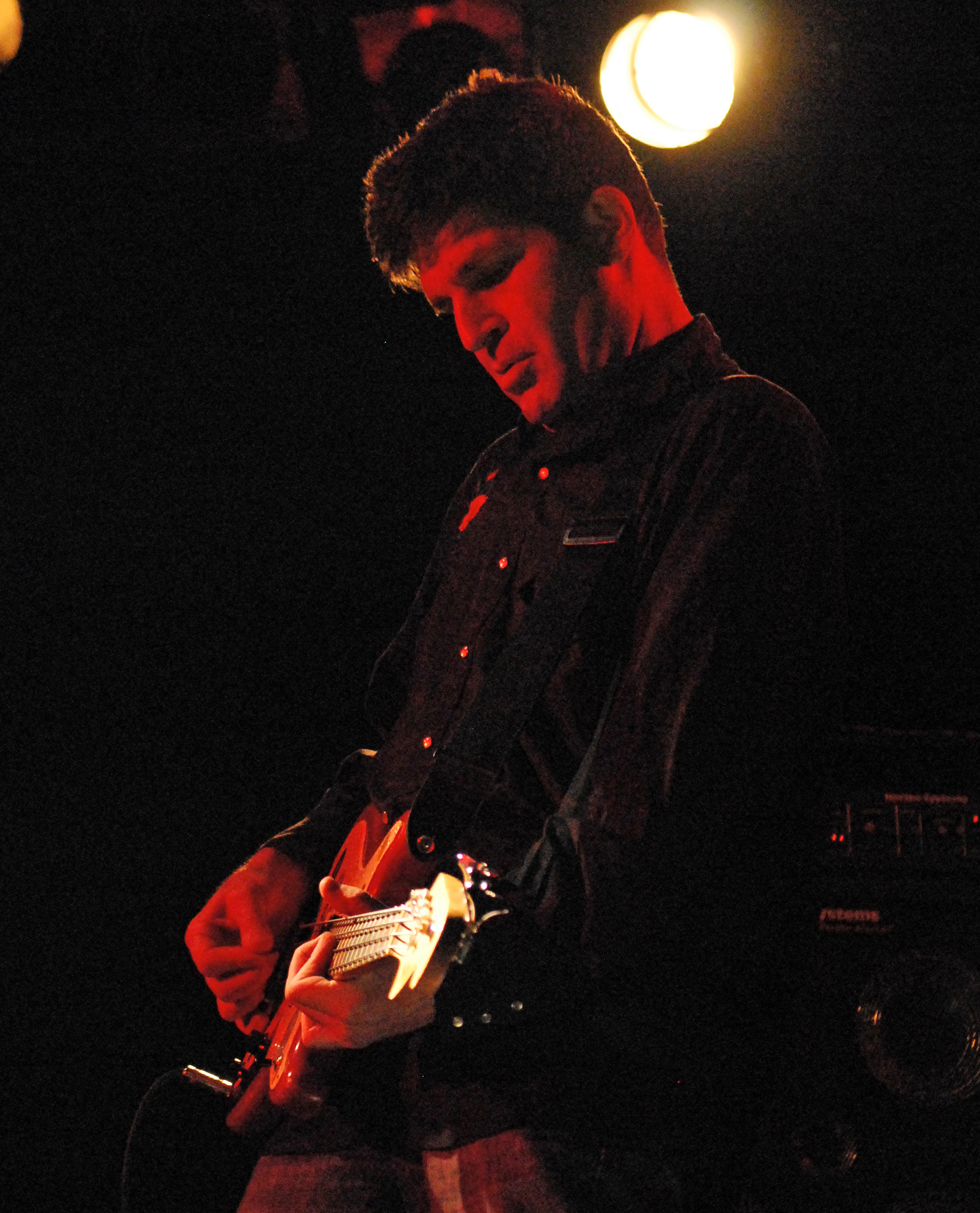
Tony Scherr
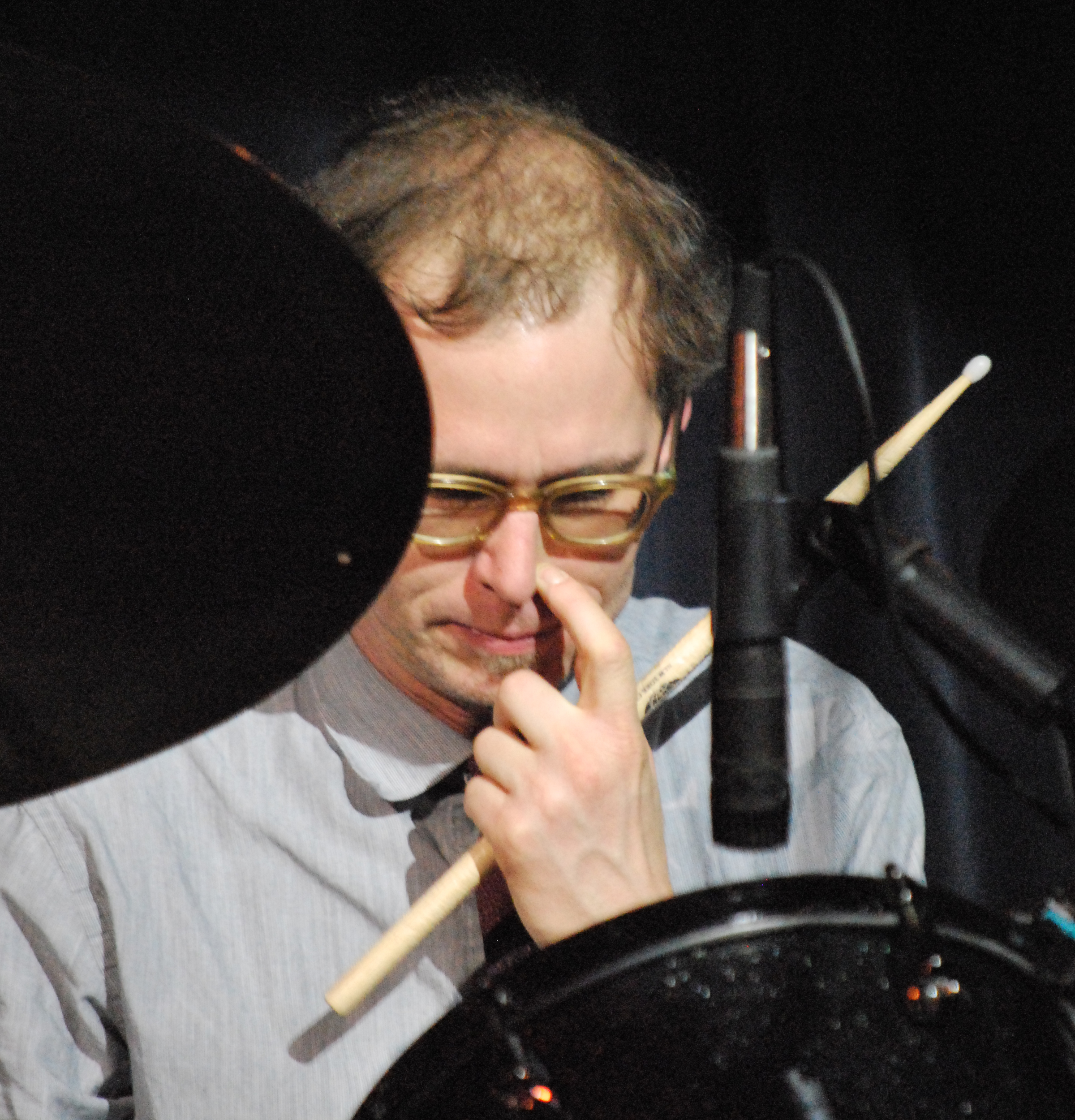
Kenny Wollesen
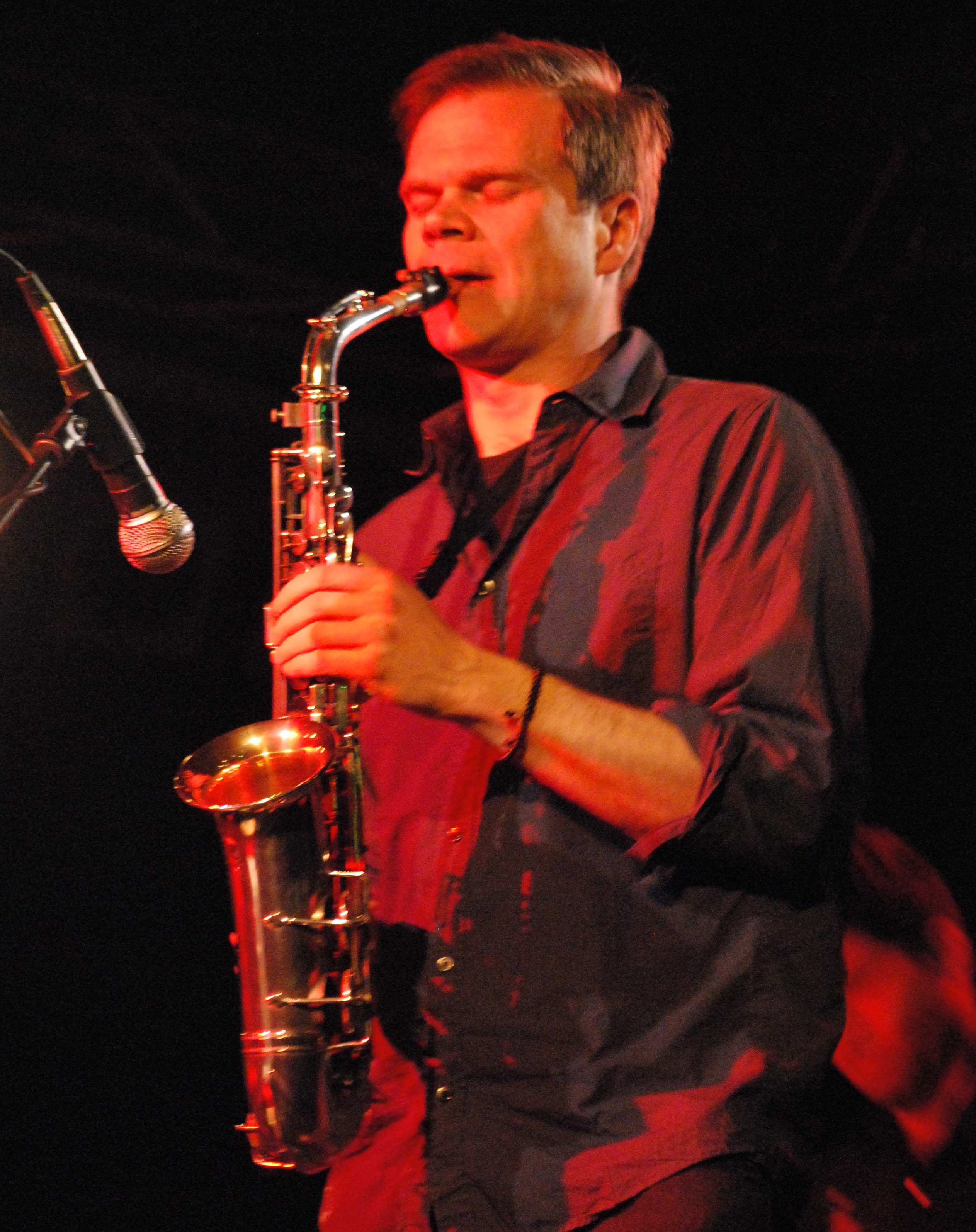
Briggan Krauss